# Lexi Love
Lexi Love (Boston, Massachusetts, 1980. december 23. –) szicíliai és német származású amerikai pornószínész.
Lexi Love több mint 350 filmben szerepelt. Számos weboldalon található videóanyagokban szereplése még. 150 centiméter magas. Dolgozott Orlandóban, Floridában. San Franciscóban is élt, Kaliforniában. Vegyészmérnöki tanulmányokat folytatott, de nem fejezte be, inkább a pornóiparban kezdett dolgozni. Pincérnőként keresett mellékállásban. 2004. szeptember 8-ától kezdett szerepelni pornófilmekben. Olyan cégeknek dolgozott, mint Brazzers, Wicked és Adam and Eve. A Lexi Love Entertainment céget futtatja. Két tetoválása van.

## Válogatott filmográfia
| - 2011 Not Airplane XXX: Cockpit Cuties - 2011 Spandex Loads - 2011 Chick Flixxx - 2010 Not M*A*S*H XXX - 2010 Girls Can't Think Straight #3 - 2010 Official Jersey Shore Parody.com - 2010 Lil' Gaping Lesbians 1 - 2010 Addicted to Latex | - 2010 Hit Me with Your Best Squirt 2 - 2010 Love Squirts 2 - 2010 Panty Pops - 2010 Perfect Ass: Alexis Ford - 2010 Sex Therapy - 2010 Throat Fucks 2 - 2009 Flight Attendants - 2009 Lesbian Harlots 2 |